# Pagar Jati (Tanjung Agung)
Pagar Jati is een bestuurslaag in het regentschap Muara Enim van de provincie Zuid-Sumatra, Indonesië. Pagar Jati telt 401 inwoners (volkstelling 2010).